# دوني بروكس
دوني بروكس (بالإنجليزية: Donnie Brooks) ولد (6 فبراير 1936 – 23 فبراير, 2007),أمريكي الجنسية مغني موسيقى البوب. بروكس عضو في Rockabilly Hall Fame.

## الوفاة
بروكس توفى من جراء نوبة قلبية بعد فترة طويلة من المرض في 23 فبراير 2007. كان عمرة 71 عام.

## وصلات خارجية
- دوني بروكس على موقع IMDb (الإنجليزية)
- دوني بروكس على موقع ميوزك برينز (الإنجليزية)
- دوني بروكس على موقع أول ميوزيك (الإنجليزية)
- دوني بروكس على موقع قاعدة بيانات الفيلم (الإنجليزية)

- روكابيلي قاعة المشاهير نسخة محفوظة 10 يونيو 2011 على موقع واي باك مشين.
- جزئية الألبومات والعينات الصوتية